# مهرداد أوستا
مِهرداد أوِستا (1930-1992) کاتب وشاعر إيراني.

## حياته
ولد محمد رضا رحماني ، المعروف باسم مهرداد أفيستا ، في بروجرد (في 8 أغسطس 1930) في أسرة ذات توجه وفني. عندما كان صغيرًا ، قام بتغيير اسمه الأول من محمد رضا إلى مهرداد واسم عائلته من رحماني إلى أفستا من أجل إظهار شغفه بالثقافة الفارسية القديمة.